# Jerzy Kujawski (malarz)
Jerzy Kujawski (ur. 28 kwietnia 1921 w Ostrowie Wielkopolskim, zm. 28 czerwca 1998 w Paryżu) – polski malarz osiadły we Francji.

## Życiorys
Ukończył Gimnazjum im. Piłsudskiego w Ostrowie Wlkp. Podczas II wojny światowej został wysiedlony do Warszawy, a potem do Krakowa. W Krakowie stworzył pierwszy podziemny teatr, który później prowadził Tadeusz Kantor. Uczestniczył w powstaniu warszawskim. Po jego upadku wyjechał do Francji i osiadł w Paryżu.
Absolwent Akademii Sztuk Pięknych w Paryżu. W 1947 wystawiał swoje prace na Międzynarodowej Wystawie Surrealistów w Paryżu. Uczestnik wielu wystaw surrealistów we Francji i na świecie (Praga, Luksemburg, Berlin, Frankfurt, Bruksela, Mediolan, Kraków). W 1957 uczestniczył w retrospektywnej wystawie swojego malarstwa w Warszawie. Na początku 2006 roku odbyła się, w Muzeum Narodowym w Poznaniu, retrospektywna wystawa Jerzego Kujawskiego Maranatha, kolejna odbyła się w maju 2006 w Warszawie.
W latach 1945–1949 w jego twórczości dominował surrealizm. Po roku 1949 obok surrealizmu pojawił się abstrakcjonizm i malarstwo figuratywne. Malarstwo Kujawskiego jest nazywane informel, chociaż w Polsce jest używany termin abstrakcja liryczna lub taszyzm (sztuka barwnych plam). W latach 70. XX wieku Kujawski przestał wystawiać obrazy, zerwał kontakty i tworzył dla siebie i ograniczonego grona znajomych.
Większość dzieł znajduje się w Centrum Pompidou w Paryżu, w muzeach sztuki współczesnej w Paryżu, Łodzi i Darmstadt oraz w zbiorach prywatnych.